# Biscutella sclerocarpa
Biscutella sclerocarpa là một loài thực vật có hoa trong họ Cải. Loài này được Revel mô tả khoa học đầu tiên năm 1878.